# Piotr Szczerski
Piotr Szczerski (ur. 2 lutego 1953 w Krakowie, zm. 28 maja 2015 w Kielcach) – polski reżyser teatralny, dyrektor Teatru im. Stefana Żeromskiego w Kielcach.

## Życie i działalność
Był absolwentem polonistyki na krakowskim Uniwersytecie Jagiellońskim oraz reżyserii dramatu w Państwowej Wyższej Szkole Teatralnej w Warszawie (obecnie Akademia Teatralna im. Aleksandra Zelwerowicza w Warszawie). W 1974 roku założył krakowski teatr studencki „Judasz”, a od 1979 roku prowadził studencki teatr „Fantastron” działający przy Akademii Górniczo-Hutniczej w Krakowie oraz reaktywował Teatr 38, którym kierował do 1992 roku. W latach 1992–2015 piastował funkcję dyrektora Teatru im. Stefana Żeromskiego w Kielcach. W dorobku reżyserskim Piotr Szczerski miał kilkadziesiąt spektakli wystawionych na deskach teatrów w Kielcach, Krakowie, Olsztynie i Szczecinie. Zmarł 28 maja 2015 roku i został pochowany na cmentarzu Starym w Kielcach.

## Wybrane odznaczenia[2]
- Srebrny Medal „Zasłużony Kulturze Gloria Artis” (2005)
- Złoty Krzyż Zasługi (2006)